# Гроза (річка)
Гроза, Грезля — річка в Білорусі в Могильовському й Биховському районі Могильовської області. Ліва притока річки Друті (басейн Дніпра).

## Опис
Довжина річки 51 км, похил річки 0,7 %, площа басейну водозбору 458 км², середньорічний стік 2,5 м³/с. Формується притоками та безіменними струмками.

## Розташування
Бере початок на північно-східній околиці села Загреззя. Тече переважно на південний захід і на південній околиці села Вязьма впадає в річку Друть, праву притоку річки Дніпра.
Населені пункти вздовж берегової смуги: Стахівщина, Студзенка, Лубянка, Гамарня, Дунаєць, Барсукі, Тартак.